# Eldar Kurtanidze
Eldar Kurtanidze (n. 16 aprilie 1972, Samtredia, Imeresia⁠(d), Georgia) este un luptător ce a reprezentat Georgia, medaliat olimpic. A participat la 3 ediții ale Jocurilor Olimpice (1996, 2000, 2004) în care a câștigat două medalii de bronz.